# Tenori-on

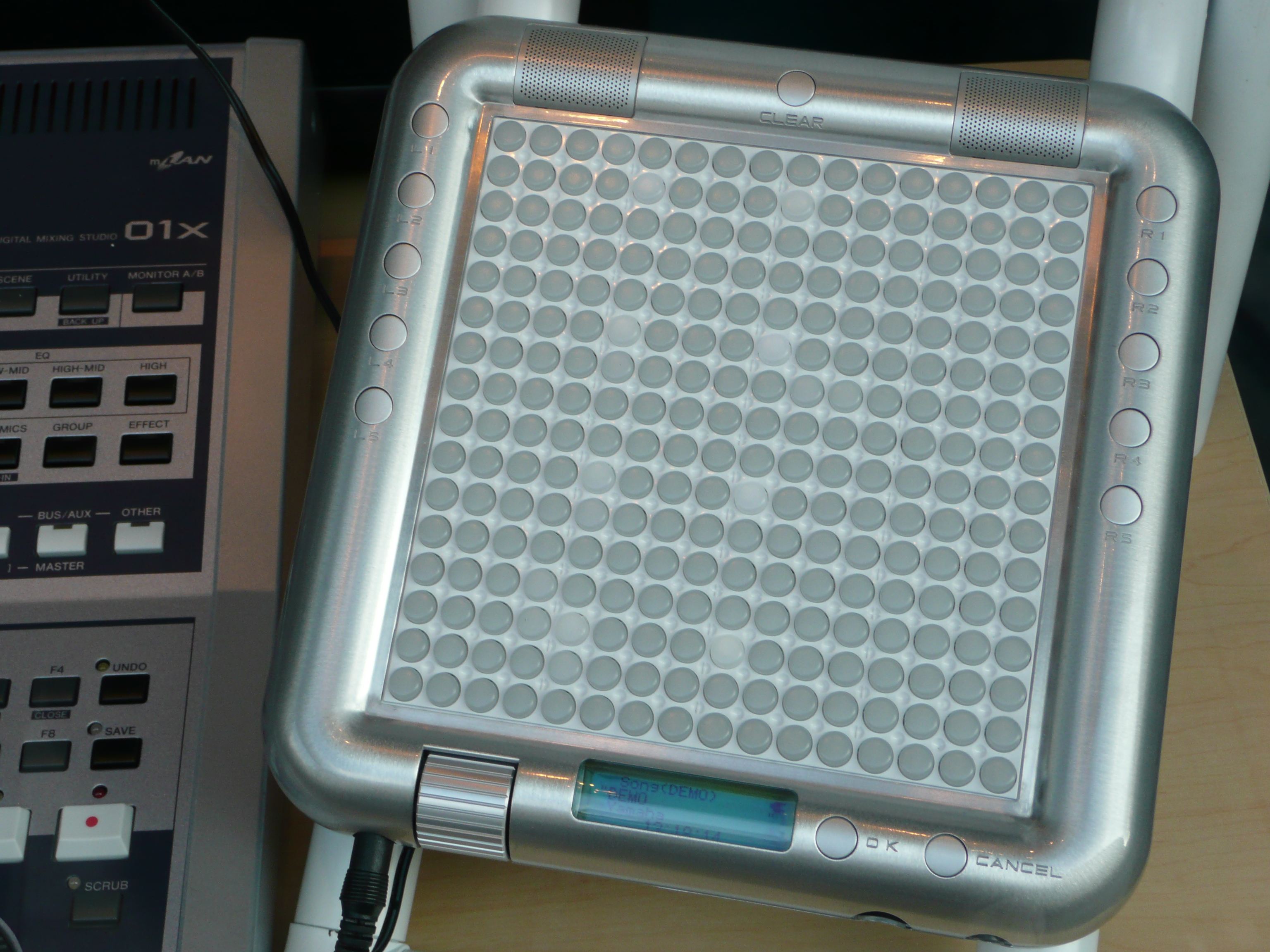
Un Tenori-on

Il Tenori-on è un sequencer audio e visuale ideato dal performer giapponese Toshio Iwai e dalla Yamaha.
È costituito da una superficie di controllo quadrata su cui sono posti 256 tasti-led, attraverso i quali è possibile attivare le funzioni sonore dell'apparato in sincronia a movimenti luminosi riportati su ambedue i lati della superficie.
Oltre a contenere un generatore interno di suono, il Tenori-on è una superficie di controllo idonea a pilotare via Midi altri strumenti dotati della medesima interfaccia. L'apparato costituisce una nuova concezione di interfaccia per i musicisti attraverso la quale è possibile coniugare le possibilità creative della musica elettronica alle performance visuali.

## Musicisti che lo hanno usato
- Little Boots
- Jean-Michel Jarre
- Jim O'Rourke
- Björk
- Four Tet
- chrome
- Atom Heart
- To Rococo Rot
- Pole
- Robert Lippok
- Sutekh
- The Books
- Krikor
- Safety Scissors
- I Am Robot and Proud
- Nathan Michel
- Andrea Cadioli Dari
- Lou6Journey